# Filipe Machado
Filipe José Machado, mais conhecido como Filipe Machado (Gravataí, 13 de março de 1984 - La Unión, 28 de novembro de 2016), foi um futebolista brasileiro que atuava como zagueiro. Até 2016, defendeu a Chapecoense. Foi o último a gravar um vídeo do time e uma das vítimas do Voo LaMia 2933 que resultou na morte de 71 pessoas que estavam no avião ao qual levava o time para a final da Copa Sul-Americana de 2016.

## Títulos
Macaé
- Campeonato Brasileiro - Série C: 2014

Chapecoense
- Copa Sul-Americana: 2016[3]

## Morte
Ver Artigo Principal: Voo 2933 da Lamia
Filipe Machado foi uma das vítimas fatais da queda do Voo 2933 da Lamia, no dia 29 de novembro de 2016. A aeronave transportava a equipe do Chapecoense para Medellin, onde disputaria a primeira partida da final da Copa Sul-Americana de 2016. Além da equipe da Chapecoense, a aeronave também levava 21 jornalistas brasileiros que cobririam a partida contra o Atlético Nacional (COL).